# Salò
Salò är en stad och kommun i provinsen Brescia i Lombardiet i norra Italien. Salò ligger vid Gardasjön. Kommunen hade 10 521 invånare (2018) och gränsar till kommunerna Gardone Riviera, Gavardo, Puegnago sul Garda, Roè Volciano, San Felice del Benaco och Vobarno. Mellan 1943 och 1945 var den huvudstad för den fascistiska Salòrepubliken.